# Popenec obecný
Popenec obecný (Glechoma hederacea) je léčivá a užitková rostlina. Zároveň s popencem chlupatým jsou to nejčastější dva druhy popence v Česku.

## Taxonomie
Vědecká synonyma
- Nepeta hederacea (L.)
- Glechoma hederacea var. micrantha (Moric.)
- Glechoma hederacea var. parviflora (Benth.)

## Rozšíření
Popenec obecný je rozšířen téměř v celé Evropě, v severní Asii, zasahuje až na Dálný východ.

## Popis a výskyt
Nižší vytrvalá bylina s poléhavými lodyhami, okrouhlými vstřícnými zubatými lístky a modrofialovými květy. Roste hojně na mezích, na lukách, na okrajích lesů a křovin i v křovinách a lesích, podél cest a na stráních od nížin do hor. Rychle se rozrůstá, množí se plazivými výběžky, ve kterých se ve žlabinkách listů vytvářejí kořínky. Bývá součástí skalky, porostů na kamenných zídkách atp., také prorůstá do zahrádek jako plevel.

## Obsah látek
Popenec obsahuje až 7 % tříslovin, silici, draselné soli, cholin, saponiny, hořčiny, glechomin a další složky; v čerstvé nati je i provitamín A, vitamín C atd. Hořčině glechomin se připisují toxické účinky na koně, proto se rostlina někdy označuje jako jedovatá.

## Použití
Odedávna se uplatňuje v kuchyni i lidovém léčitelství. Ve středověku byl popenec považován za zázračnou rostlinu, chránící před morem a očarováním. Nať se sbírá v dubnu až květnu. Má příjemnou vůni a kořenitou chuť.
V kuchyni se používá čerstvá i sušená nať, přidává se do sušené zeleniny a masa, karbanátků a zeleninových polévek. Čerstvým popencem ochucujeme omelety, tvarohové pomazánky, bramborové saláty, míchaná vajíčka, kořeníme jím i vařené brambory. Lístky popence je možné použít také do smoothie. Lze jej využít i k výrobě medu.[zdroj⁠?!]
V lidovém léčitelství popenec podporuje chuť k jídlu a je vhodný pro osoby se sníženou žaludeční kyselostí. Má i hojivé účinky, působí proti průjmům. Homér ji zmiňuje jako jednu z rostlin, která má koagulační schopnosti a lze ji tedy použít jako syřidlo.

## Český název
Je znám také jako popenec břečťanolistý nebo popenec břečťanovitý (viz vědecký druhový název hederacea; rod Hedera = břečťan).

Lidové názvy: budra, burda, husí nožka, kadeřník, kočičí tlapa, kondelík, kondrábek, kondrlík, koudelík, kundrábek, kundrásek, kundrátek, kundrlátek, kundrtálek, kunrábek, kunrátek, moďálka, moďátka, nádešník, openec, oponec, oponec obecný, oponka, opoňka, poponec, poponek, popoňka, popounek, pupenec, pupínek, švýcarský čaj, vopenec, voponec, vopuňka, zádušník, zádušník břečťanovitý, zemní břečťan, zemský břečťan, kontrhel.